# Oberhof (Eurasburg)
Oberhof ist ein Ortsteil der oberbayerischen Gemeinde Eurasburg im Landkreis Bad Tölz-Wolfratshausen. Die Einöde liegt circa einen Kilometer westlich von Eurasburg. 